# Exacum appendiculatum
Exacum appendiculatum är en gentianaväxtart som beskrevs av J. Klackenberg. Exacum appendiculatum ingår i släktet Exacum och familjen gentianaväxter. Inga underarter finns listade i Catalogue of Life.